# 尾松村
尾松村（おまつむら）は、昭和30年（1955年）まで宮城県栗原郡にあった村。現在の栗原市栗駒稲屋敷・栗駒栗原・栗駒桜田・栗駒菱沼・栗駒八幡にあたる。

## 沿革
- 明治8年（1875年）10月17日 - 水沢県による村落統合にともない、菱沼村が栗原村に、桜田村が八幡村に、それぞれ編入される。
- 明治22年（1889年）4月1日 - 町村制施行にともない、栗原村・八幡村・稲屋敷村の計3か村が合併し、尾松村が発足。
- 昭和30年（1955年）4月1日 - 尾松村と岩ヶ崎町・栗駒村・鳥矢崎村・文字村および姫松村の一部（片子沢・宝来）が合併し、栗駒町となる。

## 行政
- 歴代村長

| 代 | 氏名         | 就任                       | 退任                      | 備考 |
| -- | ------------ | -------------------------- | ------------------------- | ---- |
| 1  | 佐藤徳一郎   | 明治22年（1889年）4月21日  | 明治28年（1895年）3月28日 |      |
| 2  | 佐藤兵右ェ門 | 明治28年（1895年）4月11日  | 明治32年（1899年）1月16日 |      |
| 3  | 岩淵音治     | 明治32年（1899年）1月28日  | 明治35年（1902年）4月24日 |      |
| 4  | 石川徳三郎   | 明治35年（1902年）5月29日  | 明治39年（1906年）5月28日 |      |
| 5  | 煤孫逸平     | 明治39年（1906年）8月1日   | 大正8年（1919年）3月1日   |      |
| 6  | 今野吉郎治   | 大正8年（1919年）4月17日   | 大正11年（1922年）11月4日 |      |
| 7  | 煤孫逸平     | 大正12年（1923年）3月9日   | 大正15年（1926年）5月1日  | 再任 |
| 8  | 佐藤哲三     | 大正15年（1926年）6月7日   | 昭和5年（1930年）6月6日   |      |
| 9  | 高橋直隆     | 昭和5年（1930年）6月7日    | 昭和9年（1934年）6月6日   |      |
| 10 | 佐藤哲三     | 昭和9年（1934年）6月16日   | 昭和13年（1938年）6月15日 | 再任 |
| 11 | 工藤藤太郎   | 昭和13年（1938年）7月1日   | 昭和17年（1942年）6月30日 |      |
| 12 | 五十嵐重幸   | 昭和17年（1942年）9月16日  | 昭和21年（1946年）9月15日 |      |
| 13 | 佐藤繁治郎   | 昭和21年（1946年）10月10日 | 昭和22年（1947年）3月1日  |      |
| 14 | 安部究       | 昭和22年（1947年）4月10日  | 昭和30年（1955年）3月31日 |      |

## 教育
- 尾松村立尾松小学校
- 尾松村立尾松中学校

## 交通

### 鉄道
- 栗原電鉄：尾松駅